# معهد ثقافات الإسلام في باريس
معهد ثقافات الإسلام في باريس هو مؤسسة ثقافية فرنسية تابعة لبلدية باريس في حي كوت دور في الدائرة الثامنة عشرة في باريس يهتم بالثقافات المعاصرة للعالم الإسلامي. بدأت فكرته في عام 2005 وتم افتتاح البناء الثاني والأخير في عام 2013 وهو بمساحة 1400 متر مربع.